# Zimní stadion Litomyšl

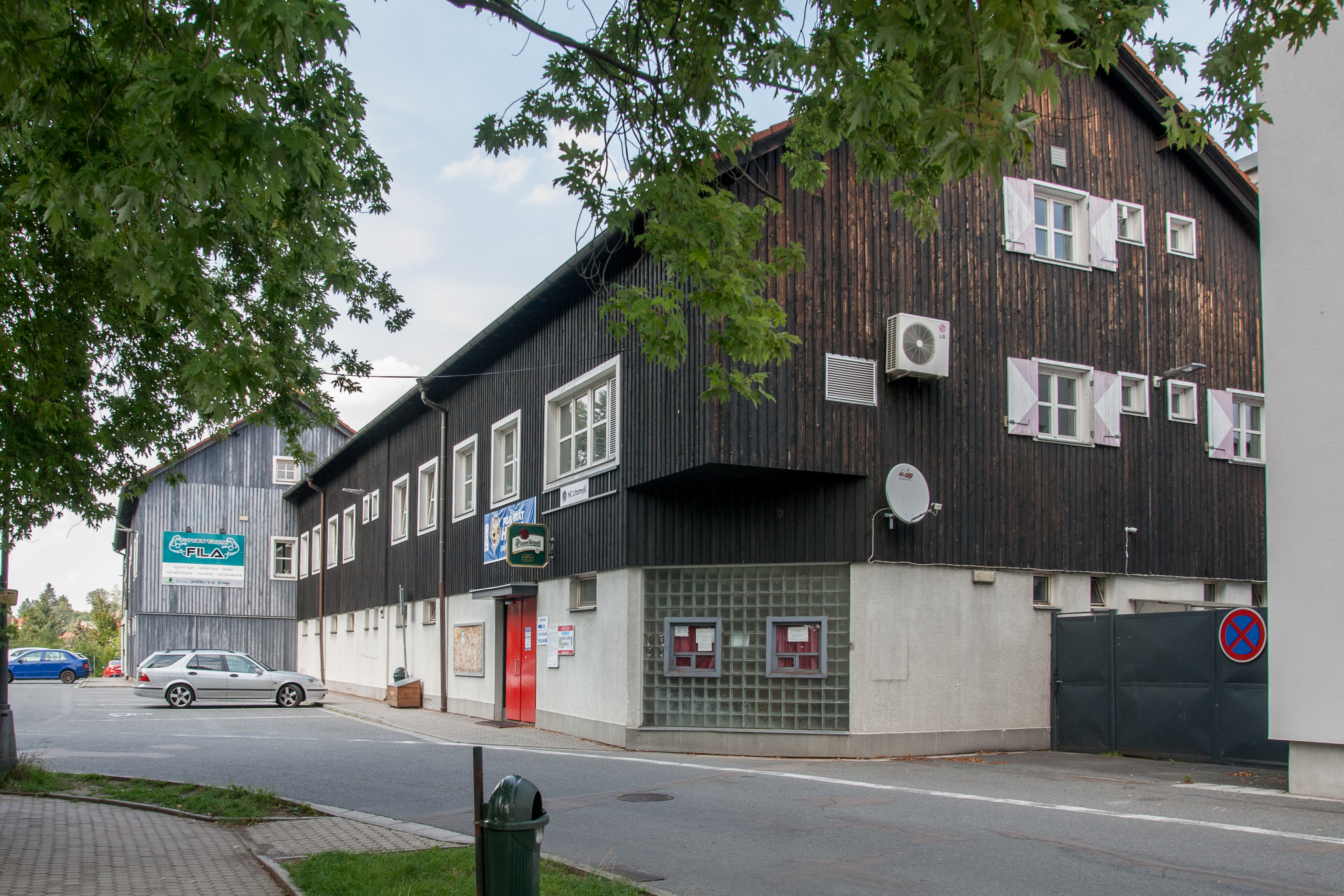
Zimní stadion v Litomyšli (2019)

Zimní stadion Litomyšl je hala pro zimní sporty vybudovaná ve východní části Litomyšle, města v centru Pardubického kraje České republiky. Součástí objektu je rovněž přízemní technologická budova a dvoupodlažní dům zakončený sedlovou střechou vybudovaný na přelomu osmdesátých a devadesátých let 20. století v rámci akce Z.
Během roku 2002 přibyla ke stadionu při východní straně tribuna určená pro 1600 stojících diváků. V říjnu roku 2005 bylo dokončeno opláštění východní a jižní strany, zde vyrostla i nová tribuna pro 220 diváků (160 sedících, 60 stojících). Následně revitalizace zimního stadionu pokračovala jeho zastřešením. Střechu její autoři z ateliéru Aleše Buriana a Gustava Křivinky navrhli tak, aby plynule přecházela do přiléhajících sportovišť v okolí stadionu a dále aby nezakrývala pohled na panorama města. Vlastní střechu konstruktéři navrhli jako dřevostavbu ve tvaru rovné desky.
V roce 2020 se v rámci 62. ročníku hudebního festivalu Smetanova Litomyšl z prostorových důvodů na stadionu uskuteční představení opery Libuše od Bedřicha Smetany.